# Просеницы
Просеницы — деревня в Меленковском районе Владимирской области России, входит в состав Денятинского сельского поселения.

## География
Деревня расположена в 10 км на северо-восток от центра поселения села Денятино и в 30 км на северо-восток от райцентра города Меленки.

## История
По писцовым книгам 1628-30 годов село Просеницы значится за разными помещиками: за муромцами Федором и Афанасием Араповыми и за братьями Киселевыми с матерью. В селе тогда была церковь во имя Николая чудотворца, деревянная, строение вотчинников Араповых. В окладных книгах 1676 года также отмечена церковь Николая чудотворца, при ней двор попа Григория, два пономаревых двора и приходских дворов: 5 дворов помещиков, 1 двор задворного слуги, 12 дворов крестьянских и 4 бобыльских. Вышеупомянутая церковь Николая чудотворца была деревянная, она существовала до 1792 года. В этом же году на средства помещика секунд-майора Сергея Андреевича Арапова построен был каменный храм во имя Николая чудотворца. Но кроме каменного храма в Просеницах до 1863 года существовала деревянная церковь в честь Казанской иконы Пресвятой Богородицы. Время построения этой церкви с точностью неизвестно, но, если принять во внимание, что антиминс для нее освящен в 1761 году, то можно полагать, что Казанская церковь построена в начале второй половины XVIII столетия. Церковь эта была сначала домовой, с прекращением же рода Араповых она стала приходить в ветхость и была затем упразднена. В 1862-65 годах трапеза каменного храма была расширена, и с того времени храм существует без изменений. Престолов в храме три: главный - во имя святого Николая чудотворца, в приделах - в честь Рождества Христова и Казанской иконы Пресвятой Богородицы. В селе Просеницах имелась церковно-приходская школа.
В конце XIX — начале XX века село в составе Папулинской волости Меленковского уезда. 
С 1929 года село являлось центром Просеницкого сельсовета в составе Меленковского района Владимирской области, позднее вплоть до 2005 года входило в состав Папулинского сельсовета. 

## Население
| 1859 | 1926 |
| ---- | ---- |
| 387  | 673  |

| 1859 | 1905 | 1926 | 2002 | 2010 | 2021 |
| ---- | ---- | ---- | ---- | ---- | ---- |
| 387  | ↗530 | ↗673 | ↘61  | ↘36  | ↘35  |

## Достопримечательности
В селе находится действующая Церковь Николая Чудотворца (1792)